# اشتفان پلاتز، وین

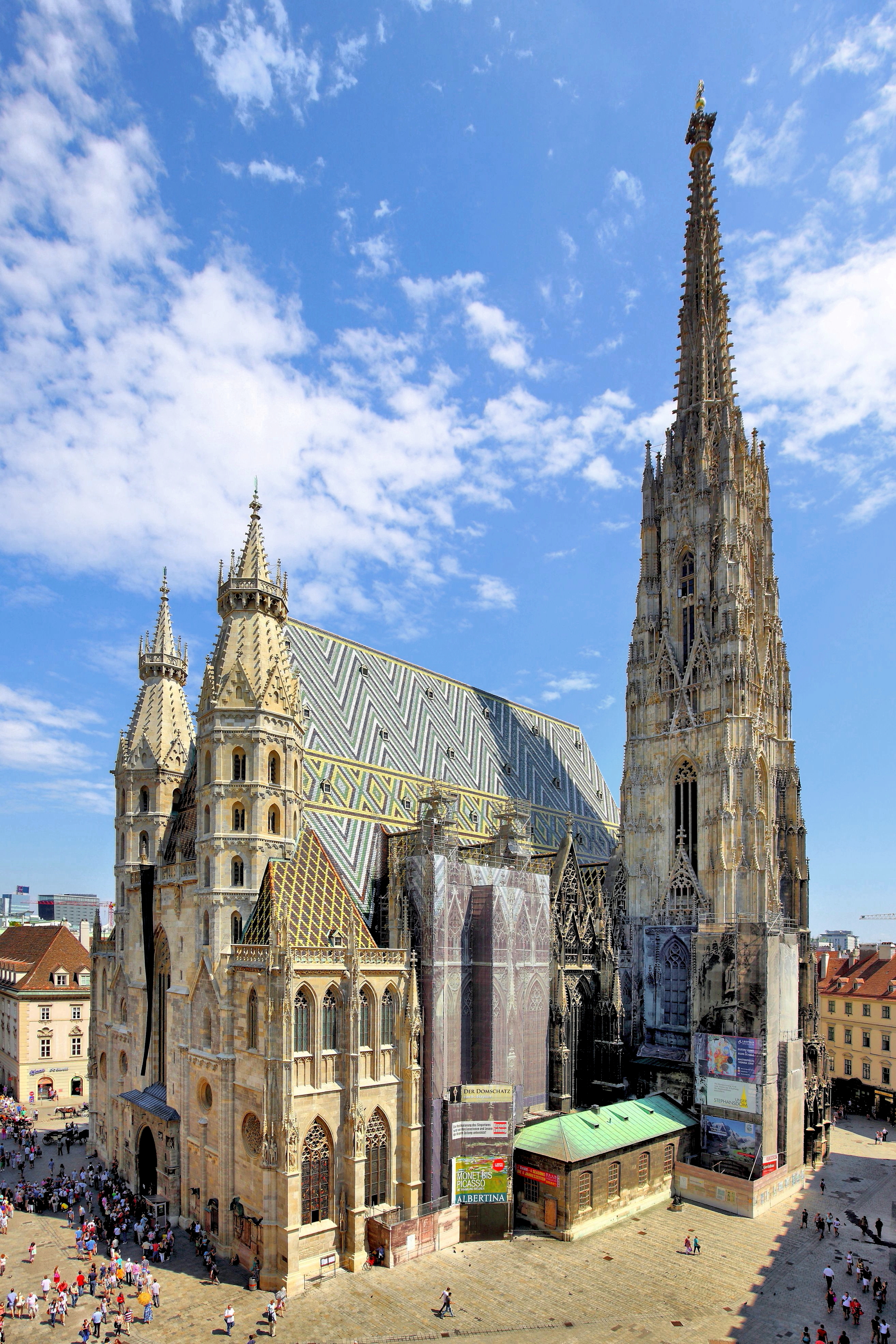
میدان اشتفان، وین

اشتفان پلاتز (به آلمانی: Stephansplatz) از مهم‌ترین میدان‌های شهر وین است که در مرکز این شهر واقع شده‌است. دلیل نامگذاری این میدان کلیسای جامع سنت اشتفان می‌باشد که در این مکان قرار دارد. کلیسا جامع سنت اشتفان مهم‌ترین کلیسای وین و یکی از بلندترین کلیساهای جهان است. پیش از قرن ۲۰ام، اشتفان پلاتز توسط ردیفی از خانه‌ها از میدانی دیگر به نام اشتوک ایم آیزن("Stock-im-Eisen") جدا شده بود. پس از تخریب این خانه‌ها، اشتفان پلاتز شامل منطقه وسیع‌تری شد که دربرگیرنده هر دو ناحیه بود. به‌ترتیب در غرب و جنوب اشتفان پلاتز، گرابن (به آلمانی: Graben) و خیابان کرنتنا (به آلمانی: Kärntner Straße) قرار دارند که از مهم‌ترین مراکز خرید وین محسوب می‌شوند. در مقابل کلیسای جامع سنت اشتفان، هاز هاوس قرار دارد. هاز هاوس یک ساختمان به سبک پست مدرن ساخته هانس هولاین می‌باشد. در ابتدا افکار عمومی نسبت به ساخته شدن بنای مدرنی مانند هاز هاوس در مقابل کلیسای چند صد ساله سنت اشتفان تردید داشتند، اما اکنون هاز هاوس به‌عنوان مثالی از ترکیب موفق معماری قدیمی و جدید شناخته می‌شود.

## ایستگاه مترو (U-Bahn)
ایستگاه U-Bahn واقع در اشتفان پلاتز یکی از شلوغ‌ترین ایستگاه‌های مترو وین است. این ایستگاه تنها نقطه اتصال خطوط مترو U1 و U3 می‌باشد. این ایستگاه همچنین نزدیکترین ایستگاه U-Bahn به جاذبه‌های گردشگری مرکز شهر است.

## ویرجیلکاپل
در سال ۱۹۷۳ میلادی، در حین حفاری برای ایجاد ایستگاه U-Bahn، یک کلیسای کوچک قرون وسطایی ۱۲ متر زیر سطح زمین کشف شد. این کلیسا در حدود سال ۱۲۵۰ میلادی ساخته شده‌است و این احتمال وجود دارد که در ابتدا به عنوان مکانی برای تدفین اجساد در نظر گرفته شده، اما از قرن چهاردهم به سردابی برای یک خانواده تجاری مبدل شده‌است.

## در فرهنگ عامه
در اشتفان پلاتز صحنه ترور ویکترور کدرین در سریال بسیار محبوب بی‌بی‌سی کشتن ایو بازی شد.